# Sportverein Stuttgarter Kickers 2006-2007
Questa voce raccoglie le informazioni riguardanti lo Sportverein Stuttgarter Kickers nelle competizioni ufficiali della stagione 2006-2007.

## Stagione
Nella stagione 2006-2007 il Stuttgarter Kickers, allenato da Robin Dutt, concluse il campionato di Regionalliga sud al 4º posto. In Coppa di Germania il Stuttgarter Kickers fu eliminato al secondo turno dal Hertha Berlino.

## Rosa
| N. |                        | Ruolo | Calciatore       |
| -- | ---------------------- | ----- | ---------------- |
| 1  | Stati Uniti (bandiera) | P     | David Yelldell   |
| 2  | Germania (bandiera)    | D     | Moritz Steinle   |
| 3  | Germania (bandiera)    | D     | Jens Härter      |
| 4  | Germania (bandiera)    | D     | Marco Wildersinn |
| 6  | Turchia (bandiera)     | C     | Mustafa Akçay    |
| 7  | Germania (bandiera)    | C     | Sascha Benda     |
| 8  | Germania (bandiera)    | C     | Thomas Weller    |
| 10 | Ghana (bandiera)       | A     | Bashiru Gambo    |
| 11 | Germania (bandiera)    | A     | Sean Dundee      |
| 13 | Germania (bandiera)    | D     | Oliver Stierle   |
| 14 | Turchia (bandiera)     | C     | Mustafa Parmak   |

| N. |                       | Ruolo | Calciatore          |
| -- | --------------------- | ----- | ------------------- |
| 16 | Portogallo (bandiera) | C     | Dominique Rodrigues |
| 17 | Germania (bandiera)   | C     | Nico Kanitz         |
| 18 | Italia (bandiera)     | A     | Angelo Vaccaro      |
| 19 | Germania (bandiera)   | D     | Manuel Hartmann     |
| 20 | Ungheria (bandiera)   | C     | Laszlo Kanyuk       |
| 21 | Germania (bandiera)   | P     | Manuel Salz         |
| 22 | Germania (bandiera)   | A     | Bastian Bischoff    |
| 23 | Germania (bandiera)   | C     | Sven Sökler         |
| 26 | Germania (bandiera)   | A     | Marco Tucci         |
| 34 | Albania (bandiera)    | A     | Sokol Kacani        |
| 36 | Turchia (bandiera)    | C     | Recep Yildiz        |

## Organigramma societario
Area tecnica
- Allenatore: Robin Dutt
- Allenatore in seconda: Stefan Minkwitz
- Preparatore dei portieri: Imdat Korkmaz
- Preparatori atletici:
- Analisi video:

## Calciomercato

### Sessione estiva
| Acquisti | Acquisti         | Acquisti          | Acquisti |
| R.       | Nome             | da                | Modalità |
| -------- | ---------------- | ----------------- | -------- |
| C        | Sascha Benda     | Augusta           |          |
| C        | Laszlo Kanyuk    | Kickers Offenbach |          |
| A        | Christian Okpala | Augusta           |          |

| Cessioni | Cessioni         | Cessioni     | Cessioni |
| R.       | Nome             | a            | Modalità |
| -------- | ---------------- | ------------ | -------- |
| C        | Marvin Braun     | St. Pauli    |          |
| C        | Niko Chatzis     | Diagoras     |          |
| P        | Michael Grauer   | Villingen    |          |
| P        | Tino Köstel      | SV Bonlanden |          |
| C        | Enzo Marchese    | Ulma         |          |
| C        | Daniel Sager     | 93 Amburgo   |          |
| C        | Marcel Schreiber | Freiberg     |          |

### Sessione invernale
| Acquisti | Acquisti       | Acquisti          | Acquisti |
| R.       | Nome           | da                | Modalità |
| -------- | -------------- | ----------------- | -------- |
| C        | Thomas Weller  | Sciaffusa         |          |
| A        | Sean Dundee    | Kickers Offenbach |          |
| A        | Angelo Vaccaro | Augusta           |          |

| Cessioni | Cessioni         | Cessioni          | Cessioni |
| R.       | Nome             | a                 | Modalità |
| -------- | ---------------- | ----------------- | -------- |
| A        | Christian Okpala | Siegen            |          |
| A        | Mirnes Mesic     | Hoffenheim        |          |
| A        | Timo Schlabach   | Eintracht Treviri |          |

## Risultati

### Regionalliga

#### Girone di andata
| Arbitro: | Perl |

|                         |           |                                           |
| Steegmann 24’ Joppe 55’ | Marcatori | 33’, 61’ Okpala 49’ Parmak 57’, 85’ Gambo |

| Arbitro: | Aytekin |

|                        |           |           |
| Hartmann 28’ Mesic 73’ | Marcatori | 56’ Essig |

| Arbitro: | Kristek |

|  |           |                       |
|  | Marcatori | 84’ Yildiz 86’ Okpala |

| Arbitro: | Fleischer |

|           |           |            |
| Gambo 66’ | Marcatori | 82’ Szalai |

| Arbitro: | Christ |

|                                 |           |                                     |
| Härter 59’ (aut.) Tölcseres 71’ | Marcatori | 8’, 32’ Gambo 18’ Okpala 65’ Yildiz |

| Arbitro: | Stark |

|                                   |           |  |
| Hartmann 77’ Okpala 86’ Tucci 90’ | Marcatori |  |

| Arbitro: | Dingert |

|           |           |                      |
| Lucic 66’ | Marcatori | 68’ Mesic 79’ Yildiz |

| Arbitro: | Drees |

|           |           |              |
| Mesic 44’ | Marcatori | 48’ Gebhardt |

| Arbitro: | Wagner |

|                                                       |           |           |
| Bettenstaedt 34’, 65’ Heller 87’ Pfingsten-Reddig 90’ | Marcatori | 70’ Gambo |

| Stoccarda 30 settembre 2006, ore 14:30 CEST 10ª giornata | Kickers Stoccarda | 0 – 0 referto | Reutlingen | Gazi-Stadion auf der Waldau (5 980 spett.)\| Arbitro: \| Brych \| |
| Arbitro:                                                 | Brych             |               |            |                                                                   |

| Arbitro: | Willenborg |

|                        |           |            |
| Hunsicker 6’ Reich 55’ | Marcatori | 47’ Parmak |

| Arbitro: | Kempter |

|           |           |            |
| Mesic 78’ | Marcatori | 85’ Wagner |

| Arbitro: | Wack |

|  |           |                                  |
|  | Marcatori | 28’ König 53’ Willmann 60’ Cenci |

| Arbitro: | Schlutius |

|          |           |           |
| Fink 34’ | Marcatori | 69’ Mesic |

| Arbitro: | Perl |

|             |           |                              |
| Stierle 30’ | Marcatori | 14’ Keim 19’ Beyer 39’ Bauer |

| Arbitro: | Sippel |

|            |           |              |
| Copado 76’ | Marcatori | 16’ Hartmann |

| Arbitro: | Stieler |

|                       |           |  |
| Okpala 75’ Parmak 78’ | Marcatori |  |

#### Girone di ritorno
| Arbitro: | Seemann |

|                                      |           |             |
| Mesic 16’, 68’, 85’ Benda 32’ (rig.) | Marcatori | 14’ Schiele |

| Arbitro: | Hofmann |

|             |           |  |
| Strobel 80’ | Marcatori |  |

| Arbitro: | Aytekin |

|                          |           |  |
| Gambo 16’ Mesic 77’, 85’ | Marcatori |  |

| Arbitro: | Kempter |

|             |           |  |
| Fischer 44’ | Marcatori |  |

| Arbitro: | Christ |

|          |           |               |
| Benda 6’ | Marcatori | 83’ Tölcseres |

| Arbitro: | Greth |

|           |           |                                   |
| Leitl 50’ | Marcatori | 75’ Tucci 78’ Bischoff 85’ Parmak |

| Arbitro: | Viktora |

|            |           |                  |
| Dundee 15’ | Marcatori | 43’, 53’ Rogosic |

| Arbitro: | Maier |

|                           |           |                                            |
| Diane 20’, 68’ Sağlık 28’ | Marcatori | 40’ Vaccaro 45’ (rig.) Yildiz 90’ Hartmann |

| Arbitro: | Hartmann |

|  |           |                            |
|  | Marcatori | 36’, 41’ Krebs 53’ Blessin |

| Arbitro: | Palilla |

|  |           |              |
|  | Marcatori | 45’ Hartmann |

| Stoccarda 22 aprile 2007, ore 15:00 CEST 28ª giornata | Kickers Stoccarda | 0 – 0 referto | Pirmasens | Gazi-Stadion auf der Waldau (2 890 spett.)\| Arbitro: \| Leicher \| |
| Arbitro:                                              | Leicher           |               |           |                                                                     |

| Arbitro: | Sahler |

|          |           |  |
| Saba 89’ | Marcatori |  |

| Arbitro: | Aytekin |

|             |           |  |
| Popović 22’ | Marcatori |  |

| Arbitro: | Kristek |

|            |           |  |
| Parmak 75’ | Marcatori |  |

| Arbitro: | Christ |

|                               |           |             |
| Bauer 45’ (rig.) Dickhaut 48’ | Marcatori | 33’ Vaccaro |

| Arbitro: | Maier |

|                                 |           |                  |
| Parmak 28’ Gambo 59’ Kacani 88’ | Marcatori | 35’ (rig.) Mesic |

| Arbitro: | Greth |

|  |           |                       |
|  | Marcatori | 71’ Gambo 81’ Vaccaro |

### Coppa di Germania
| Arbitro: | Sippel |

|                                      |           |                                  |
| Yildiz 5’, 90’ Okpala 6’, 96’ (rig.) | Marcatori | 28’ Sanogo 36’ Ljuboja 44’ Demel |

| Arbitro: | Weiner |

|  |           |                                  |
|  | Marcatori | 58’ Okoronkwo 74’ (rig.) Baştürk |

## Statistiche

### Statistiche di squadra
| Competizione      | Punti | In casa | In casa | In casa | In casa | In casa | In casa | In trasferta | In trasferta | In trasferta | In trasferta | In trasferta | In trasferta | Totale | Totale | Totale | Totale | Totale | Totale | DR  |
| Competizione      | Punti | G       | V       | N       | P       | Gf      | Gs      | G            | V            | N            | P            | Gf           | Gs           | G      | V      | N      | P      | Gf     | Gs     | DR  |
| ----------------- | ----- | ------- | ------- | ------- | ------- | ------- | ------- | ------------ | ------------ | ------------ | ------------ | ------------ | ------------ | ------ | ------ | ------ | ------ | ------ | ------ | --- |
| Regionalliga sud  | 51    | 17      | 7       | 6       | 4       | 24      | 18      | 17           | 7            | 3            | 7            | 27           | 23           | 34     | 14     | 9      | 11     | 51     | 41     | +10 |
| Coppa di Germania | -     | 2       | 1       | 0       | 1       | 4       | 5       | 0            | 0            | 0            | 0            | 0            | 0            | 2      | 1      | 0      | 1      | 4      | 5      | -1  |
| Totale            | 51    | 19      | 8       | 6       | 5       | 28      | 23      | 17           | 7            | 3            | 7            | 27           | 23           | 36     | 15     | 9      | 12     | 55     | 46     | +9  |

### Andamento in campionato
| Giornata  | 1 | 2 | 3 | 4 | 5 | 6 | 7 | 8 | 9 | 10 | 11 | 12 | 13 | 14 | 15 | 16 | 17 | 18 | 19 | 20 | 21 | 22 | 23 | 24 | 25 | 26 | 27 | 28 | 29 | 30 | 31 | 32 | 33 | 34 |
| --------- | - | - | - | - | - | - | - | - | - | -- | -- | -- | -- | -- | -- | -- | -- | -- | -- | -- | -- | -- | -- | -- | -- | -- | -- | -- | -- | -- | -- | -- | -- | -- |
| Luogo     | T | C | T | C | T | C | T | C | T | C  | T  | C  | C  | T  | C  | T  | C  | C  | T  | C  | T  | C  | T  | C  | T  | C  | T  | C  | T  | T  | C  | T  | C  | T  |
| Risultato | V | V | V | N | V | V | V | N | P | N  | P  | N  | P  | N  | P  | N  | V  | V  | P  | V  | P  | N  | V  | P  | N  | P  | V  | N  | P  | P  | V  | P  | V  | V  |
| Posizione | 1 | 1 | 1 | 1 | 1 | 1 | 1 | 1 | 2 | 1  | 2  | 4  | 4  | 5  | 6  | 6  | 4  | 4  | 5  | 4  | 4  | 4  | 4  | 4  | 4  | 5  | 4  | 4  | 6  | 7  | 5  | 8  | 5  | 4  |

Legenda:

Luogo: C = Casa; T = Trasferta. Risultato: V = Vittoria; N = Pareggio; P = Sconfitta.

### Statistiche dei giocatori
| Giocatore     | Regionalliga sud | Regionalliga sud | Regionalliga sud | Regionalliga sud | Coppa di Germania | Coppa di Germania | Coppa di Germania | Coppa di Germania | Totale   | Totale | Totale      | Totale     |
| Giocatore     | Presenze         | Reti             | Ammonizioni      | Espulsioni       | Presenze          | Reti              | Ammonizioni       | Espulsioni        | Presenze | Reti   | Ammonizioni | Espulsioni |
| ------------- | ---------------- | ---------------- | ---------------- | ---------------- | ----------------- | ----------------- | ----------------- | ----------------- | -------- | ------ | ----------- | ---------- |
| M. Akçay      | 26               | 0                | 3                | 1                | 2                 | 0                 | 1                 | 0                 | 28       | 0      | 4           | 1          |
| S. Benda      | 32               | 2                | 2                | 0                | 2                 | 0                 | 0                 | 0                 | 34       | 2      | 2           | 0          |
| B. Bischoff   | 14               | 1                | 3                | 0                | 1                 | 0                 | 0                 | 0                 | 15       | 1      | 3           | 0          |
| S. Dundee     | 5                | 1                | 0                | 0                | 0                 | 0                 | 0                 | 0                 | 5        | 1      | 0           | 0          |
| B. Gambo      | 27               | 9                | 4                | 0                | 1                 | 0                 | 0                 | 0                 | 28       | 9      | 4           | 0          |
| M. Hartmann   | 33               | 5                | 5                | 0                | 2                 | 0                 | 0                 | 0                 | 35       | 5      | 5           | 0          |
| J. Härter     | 33               | 0                | 2                | 0                | 1                 | 0                 | 1                 | 0                 | 34       | 0      | 3           | 0          |
| S. Kacani     | 12               | 1                | 4                | 0                | 0                 | 0                 | 0                 | 0                 | 12       | 1      | 4           | 0          |
| N. Kanitz     | 20               | 0                | 0                | 0                | 1                 | 0                 | 0                 | 0                 | 21       | 0      | 0           | 0          |
| L. Kanyuk     | 15               | 0                | 0                | 0                | 2                 | 0                 | 1                 | 0                 | 17       | 0      | 1           | 0          |
| M. Mesic      | 20               | 10               | 4                | 0                | 2                 | 0                 | 1                 | 0                 | 22       | 10     | 5           | 0          |
| C. Okpala     | 14               | 6                | 2                | 0                | 2                 | 2                 | 0                 | 0                 | 16       | 8      | 2           | 0          |
| M. Parmak     | 22               | 6                | 6                | 1                | 1                 | 0                 | 0                 | 0                 | 23       | 6      | 6           | 1          |
| D. Rodrigues  | 3                | 0                | 0                | 0                | 0                 | 0                 | 0                 | 0                 | 3        | 0      | 0           | 0          |
| M. Salz       | 0                | 0                | 0                | 0                | 0                 | 0                 | 0                 | 0                 | 0        | 0      | 0           | 0          |
| T. Schlabach  | 10               | 0                | 0                | 0                | 1                 | 0                 | 0                 | 0                 | 11       | 0      | 0           | 0          |
| M. Steinle    | 22               | 0                | 0                | 0                | 2                 | 0                 | 0                 | 1                 | 24       | 0      | 0           | 1          |
| O. Stierle    | 26               | 1                | 5                | 0                | 1                 | 0                 | 0                 | 0                 | 27       | 1      | 5           | 0          |
| S. Sökler     | 20               | 0                | 0                | 0                | 1                 | 0                 | 0                 | 0                 | 21       | 0      | 0           | 0          |
| M. Tucci      | 9                | 2                | 0                | 0                | 0                 | 0                 | 0                 | 0                 | 9        | 2      | 0           | 0          |
| A. Vaccaro    | 12               | 3                | 1                | 0                | 0                 | 0                 | 0                 | 0                 | 12       | 3      | 1           | 0          |
| T. Weller     | 11               | 0                | 0                | 0                | 0                 | 0                 | 0                 | 0                 | 11       | 0      | 0           | 0          |
| M. Wildersinn | 14               | 0                | 1                | 0                | 0                 | 0                 | 0                 | 0                 | 14       | 0      | 1           | 0          |
| D. Yelldell   | 34               | 0                | 0                | 0                | 2                 | 0                 | 0                 | 0                 | 36       | 0      | 0           | 0          |
| R. Yildiz     | 31               | 4                | 4                | 0                | 2                 | 2                 | 0                 | 0                 | 33       | 6      | 4           | 0          |